# 阿拉瓦尔德
阿拉瓦尔德，是西班牙卡斯蒂利亚-莱昂萨莫拉省的一个市镇。 总面积16平方公里，总人口383人（2001年），人口密度24人/平方公里。